# Растачивание

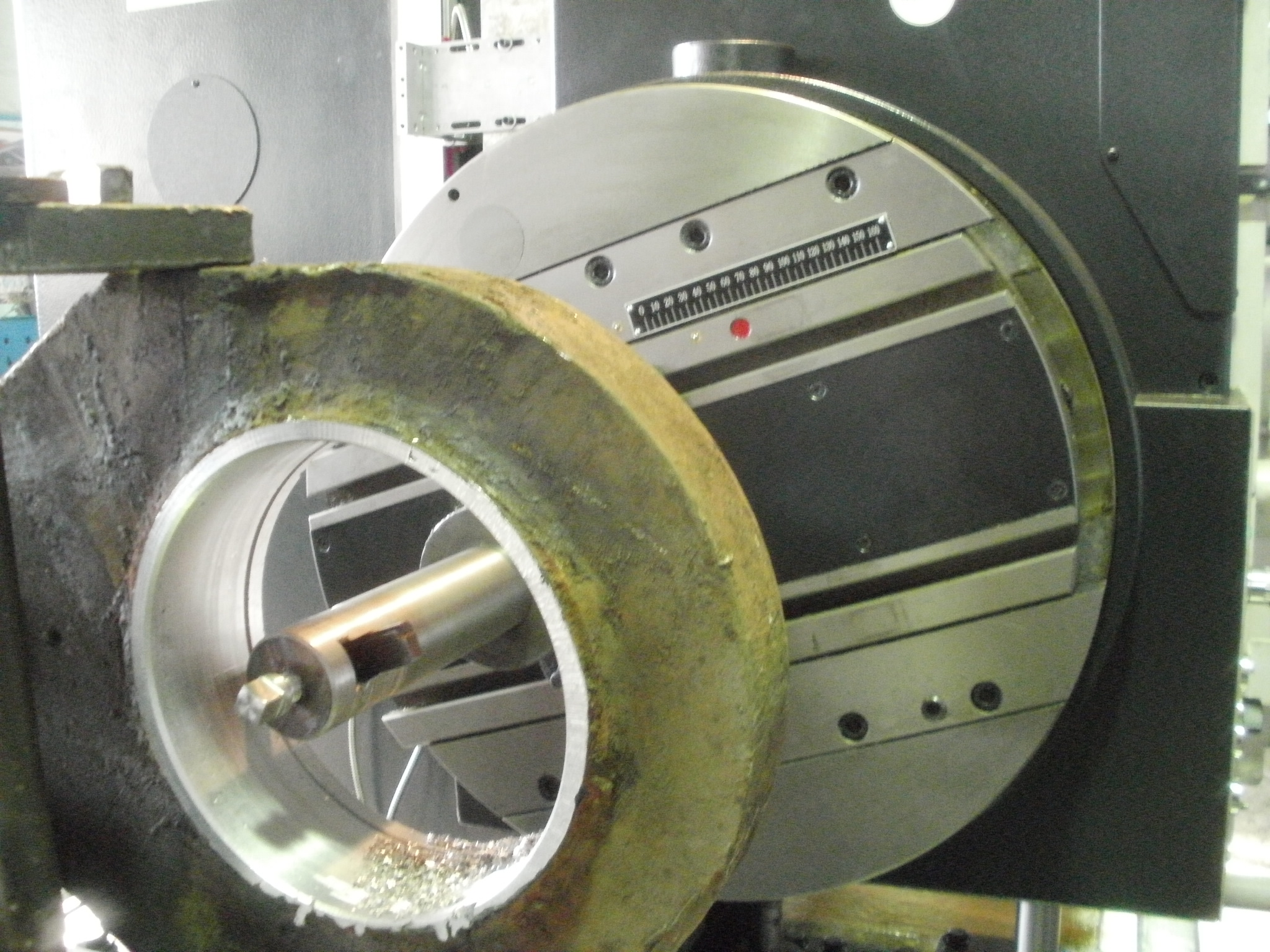
Растачивание отверстия. Показан процесс изготовления канавки под стопорное кольцо, с применением радиального суппорта на горизонтально-расточном станке.

Раста́чивание — процесс механической обработки внутренних поверхностей отверстия расточными резцами в заданный размер. В основном осуществляется на токарных, агрегатных, расточных и других группах металлорежущих станков. Растачивание является одной из самых сложных операций в металлообработке. Диаметр обрабатываемого отверстия может составлять от нескольких миллиметров (Токарно-винторезный станок) до нескольких метров (Токарно-карусельный станок). Также растачивание предусматривает всевозможные технологические выемки, фаски, канавки, заточку под разными углами и пр.

## Растачивание отверстий
Растачивание на токарных станках, как правило, производится в следующих случаях:
- если сверление, зенкерование или рассверливание не обеспечивают необходимой точности размеров отверстия;
- если есть необходимость обеспечения прямолинейности оси отверстия и точности её положения;
- если нет сверла или зенкера необходимого размера;
- если необходимо обработать отверстие, диаметр которого превышает наибольшие стандартные диаметры свёрл и зенкеров;
- при небольшой длине отверстия.

### Устройство расточного резца
Расточной резец — это технологическое приспособление, состоящее из трёх основных частей:
- сменная неперетачиваемая пластина;
- тело расточной оправки;
- хвостовик.